# Ու
La Ու, minuscolo ու, è la trentaquattresima lettera dell'alfabeto armeno. Il suo nome è ու, ow (armeno: [u]). La lettera è una legatura delle lettere o (ո) e hyown (ւ).
Rappresenta la vocale posteriore chiusa arrotondata [u].

## Codici
Unicode:
- Maiuscola Ու : U+0548 U+0582
- Minuscola ու : U+0578 U+0582